# Ciudad Universitaria de Medellín
| Ciudad Universitaria    |                                            |
|                         |                                            |
| Información general     |                                            |
| Nombre oficial          | Ciudad Universitaria                       |
| Periodo de construcción | 1963                                       |
| Usos                    | Educación, cultura, deporte, investigación |
| Área lote               | 287.467 m²                                 |
| Área construida         | 133.942 m²                                 |
| Número de edificaciones | 29 Bloques                                 |
| Ubicación               | Medellín, Colombia                         |
| Dirección               | Calle 67# 53-108                           |

La Ciudad Universitaria de Medellín o (CUM), ubicada al norte de Medellín, es el campus principal de la Universidad de Antioquia, la principal universidad del departamento de Antioquia. Fue inaugurada en 1969.

## Historia
En los años 1950, la Universidad de Antioquia tenía un poco más de mil estudiantes en una serie de facultades esparcidas por toda la ciudad de Medellín, las cuales tenían grandes carencias y problemas, se empezó a ver la necesidad de mejorar y transformar la institución.
En la década de 1960, bajo el impulso del gobernador de la época, el médico Ignacio Vélez Escobar (que luego sería rector de la Universidad), el cual con parte de la venta del Ferrocarril de Antioquia, con créditos del BID, aportes de la Nación y ayudas internacionales, se llevó a cabo la construcción de la Ciudad Universitaria con un costo total de 10 millones de dólares.
Para la nueva sede se prefirió la edificación de un campus urbano que quedara en el límite del perímetro del centro de Medellín, en un sitio donde tuvieran suficientes zonas libres, parecido de los modelos de universidades norteamericanas, en donde los recursos económicos, físicos y humanos se articulan y se maximizan. Después de diversas propuestas se eligió un terreno con una extensión de 287.460,48 m², ubicado aproximadamente a un kilómetro del parque Berrío, cerca al Bosque de la Independencia, hoy Jardín Botánico.
El traslado de la Universidad a la actual Ciudad Universitaria se inició en 1968, aún sin terminar. Su construcción se había proyectado para quince mil estudiantes, cifra que en ese momento resultaba exagerada; el diseño arquitectónico contó con la asesoría de representantes de las entidades extranjeras que habían contribuido a financiar la obra y obtuvo el Premio Nacional de Arquitectura de Colombia.

## Características de la Ciudad Universitaria
La Ciudad Universitaria está ubicada al norte de Medellín entre el Parque de Los Deseos y la Avenida Regional y entre el Parque Norte y la Calle Barranquilla. La superficie de la Ciudad Universitaria es de unos 287.467 m² y unos 133.942 m² de área construida (conjunto de bloques arquitectónicos), es generoso en zonas peatonales, áreas verdes y espacios abiertos. Para destacar el Museo Universitario, Teatro Universitario, la Biblioteca Central y la Unidad Deportiva. Entre los atractivos artísticos se encuentran el mural de Pedro Nel Gómez y la escultura “el hombre creador de energía”, de Rodrigo Arenas Betancur, ubicada en la plazoleta principal.

### Diseño urbano

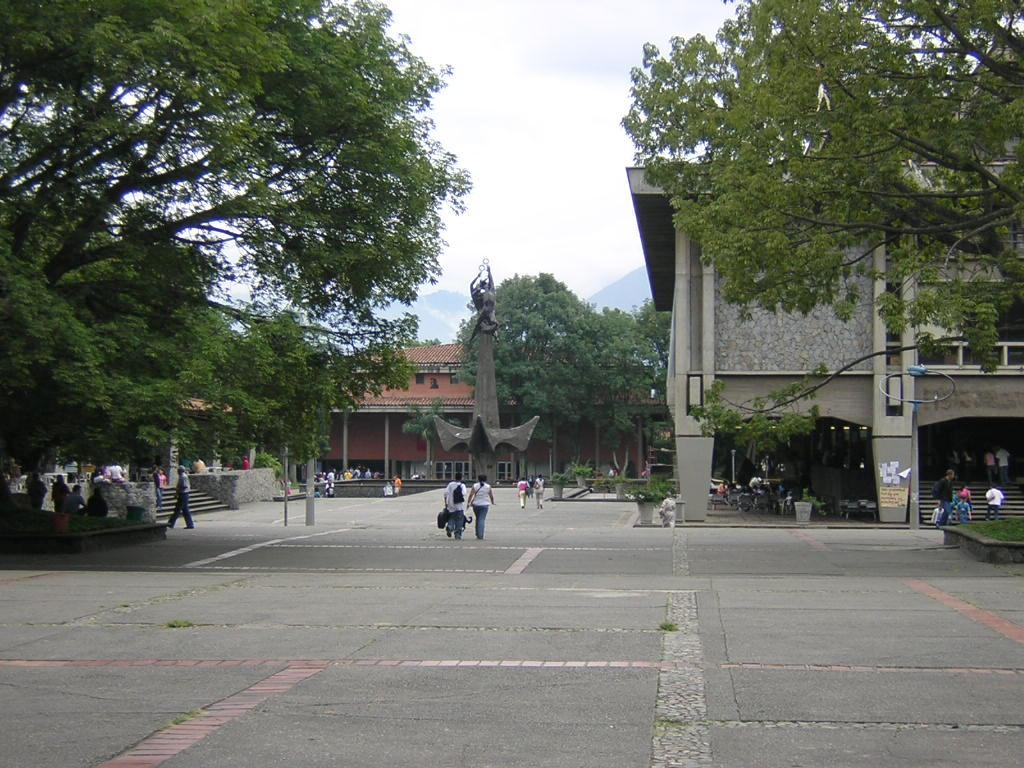
Plazuela Luis Fernando Barrientos, al fondo Teatro Universitario.

El diseño urbano del campus comprendió tres elementos: un eje socio-cultural, cuatro grandes zonas académicas y las instalaciones deportivas. El primero de ellos salió de la idea de construir una gran zona central a fin de concentrar en ella todos los elementos constitutivos de la actividad docente. Esta zona, semejante a un paseo peatonal que se iniciaba en la entrada de Barranquilla, se completaba con una plazoleta central, en la cual se situaron las edificaciones más representativas de la actividad cultural de la Universidad, simulando la estructura de un pueblo. Así, la Biblioteca Central, el bloque 16 o Administrativo, el Museo Universitario, el Teatro Universitario y finalmente el bloque 22 o Unidad de Servicios de Atención a la Comunidad Universitaria, le dieron vida a una plaza cívica donde se encuentran también varias de las principales obras de arte del campus, además de ser un sitio de encuentro para los estudiantes.
El segundo elemento del diseño lo forman cuatro zonas académicas o “barrios” del campus con sus respectivos bloques, cada una alojando un área del conocimiento. Actualmente, en la zona I o de las Ciencias Exactas y Naturales, ubicada en el costado oriental, cada edificio representa un área específica del conocimiento: bloques 1 y 2, Química; bloque 4, Matemáticas; bloques 5 y 6, Física; bloque 7, Biología. El “centro” del sector es el bloque 3, común a toda esta zona, donde se encuentran los auditorios. En esta zona se halla también el Teatro al Aire Libre -TAL-.
Por su parte, la zona II o de las Ciencias Sociales y Humanas, ubicada en el costado sur-occidental del campus, aloja las facultades de Educación (bloque 9), Derecho (bloque 14), Comunicaciones (bloque 12), Ciencias Económicas (bloque 13) y Ciencias Sociales (bloque 9), así como las escuelas de Idiomas (bloque 11), Bibliotecología (bloque 12) y el Instituto de Filosofía (bloque 12). Se destaca en esta zona el bloque 10, con trece auditorios que cuentan con capacidad para cerca de tres mil personas.
En la zona III se encuentra la Facultad de Ingeniería, con sus diferentes departamentos: bloque 18, Departamentos de Ingeniería Química y de Materiales; bloque 19, recientemente remodelado alberga en cuatro pisos 44 aulas de clase, auditorios y oficinas; bloque 20, Departamentos de Ingeniería Mecánica, Sanitaria y Eléctrica; bloque 21, Departamentos de Ingeniería Industrial, Sistemas y Electrónica.
Finalmente, la Facultad de Artes se encuentra en la zona IV. En ella cada edificio corresponde a un departamento, así: bloque 23, Departamento de Artes Representativas; bloque 24, Departamento de Artes Visuales, y bloque 25, Departamento de Música.
Alrededor de todas las zonas construidas se proyectó una gran franja verde de protección, a manera de bosque, que sirviera para aislar los ruidos, así como refugio de fauna y separación de las zonas circundantes. Finalmente, el campus se completa la Unidad Deportiva con escenarios deportivos tales como la piscina olímpica, el coliseo, el gimnasio, y las canchas de fútbol y de tenis.

## Edificios representativos

### Museo Universitario

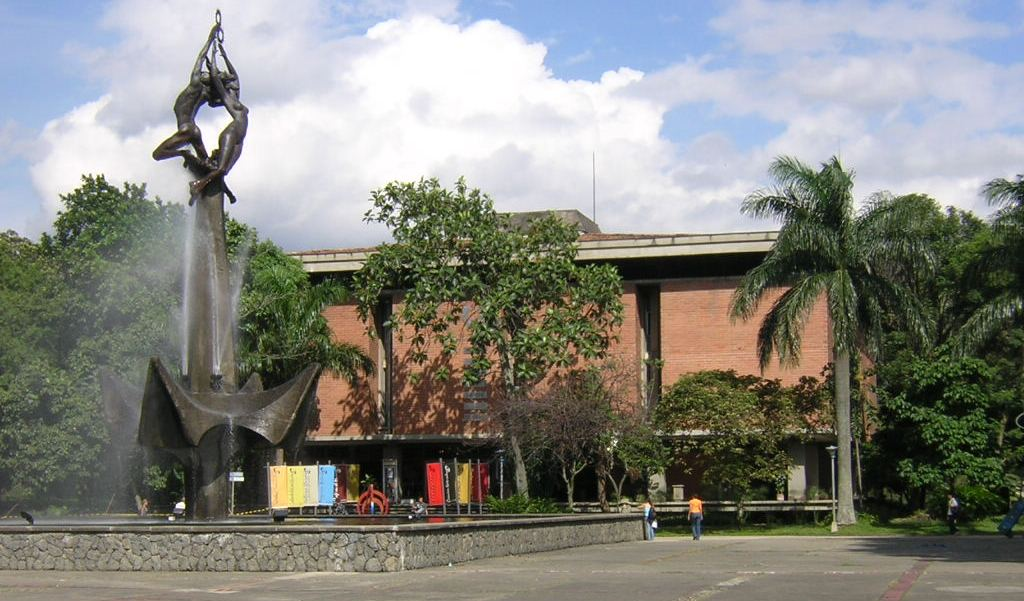
Museo Universitario.

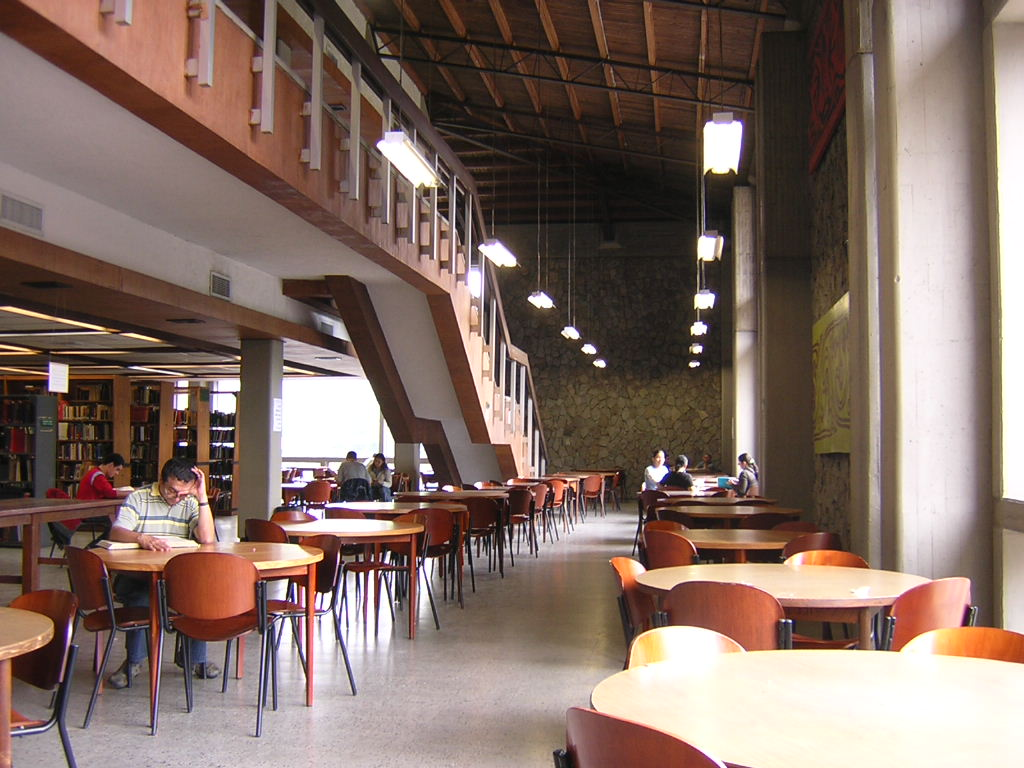
Interior de la Biblioteca Carlos Gaviria.

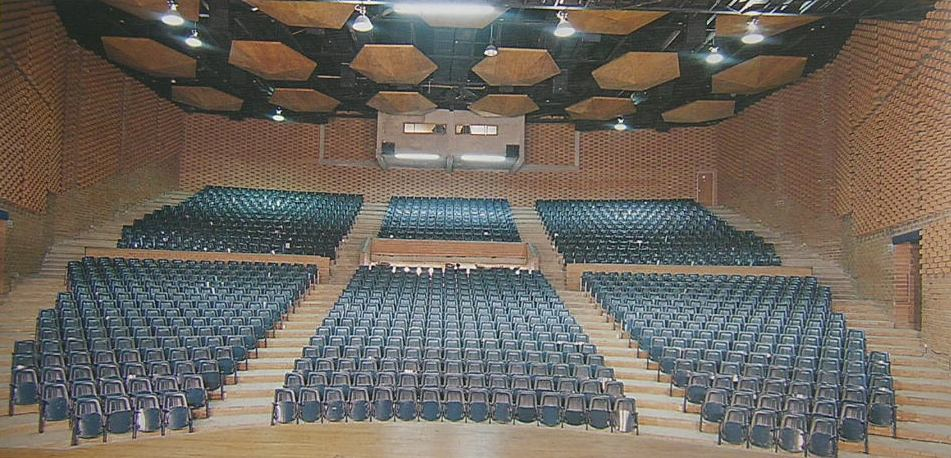
Interior del Teatro Universitario.

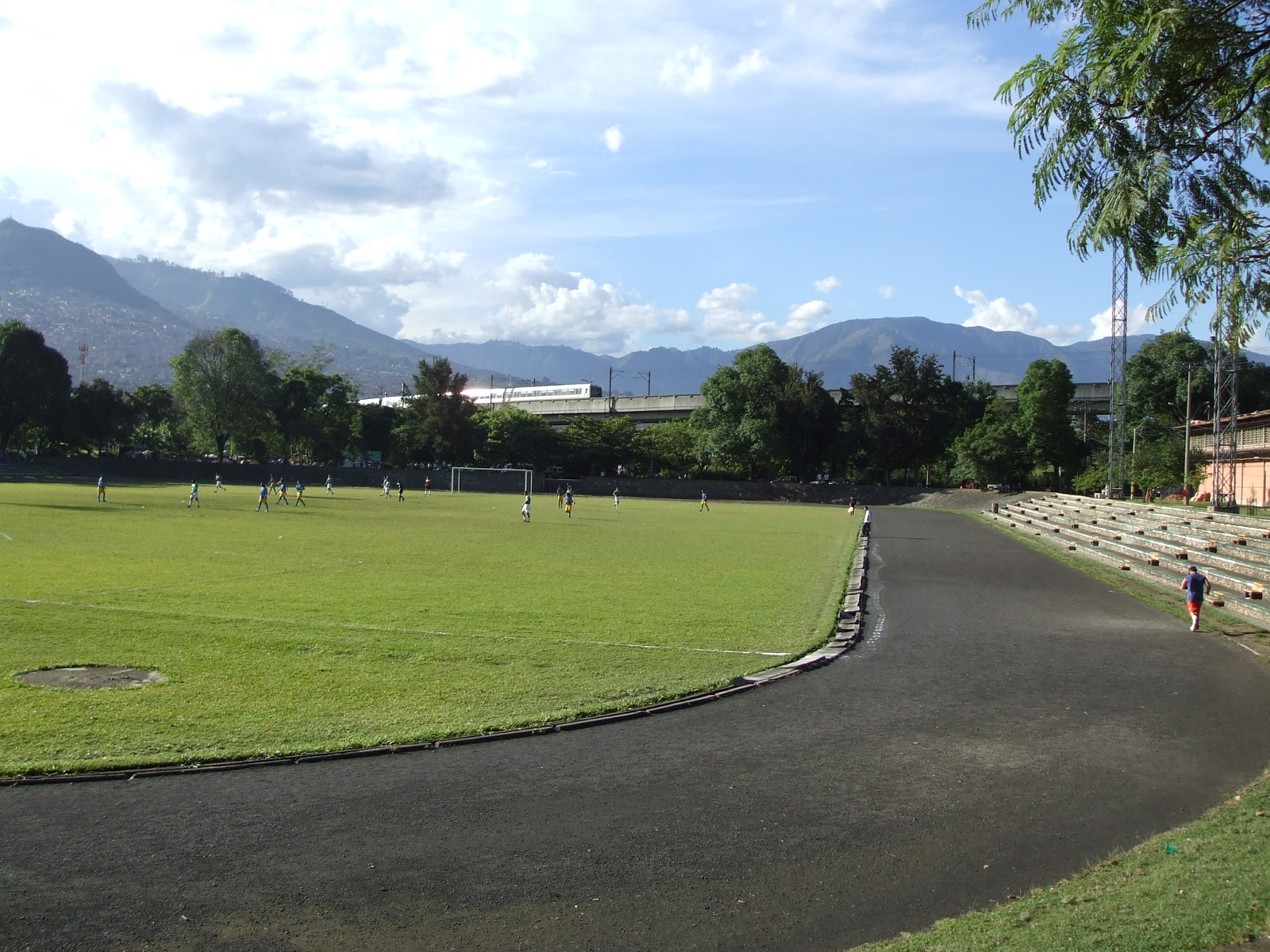
Estadio Universitario de fútbol.

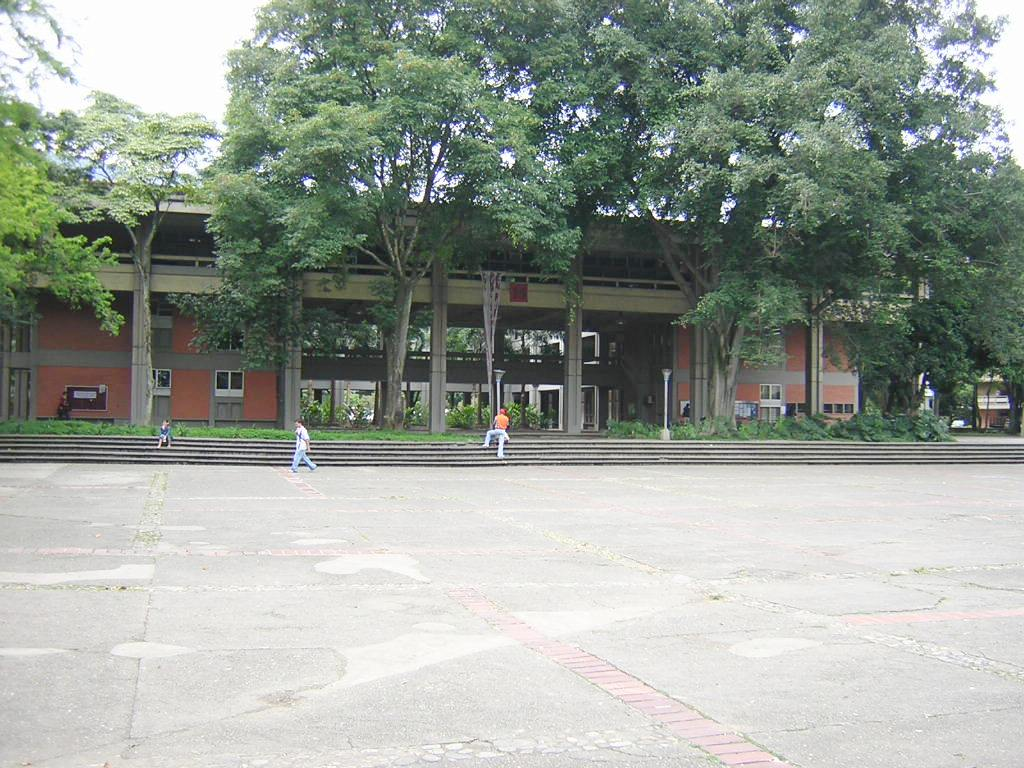
Edificio Administrativo (bloque 16).

Ubicado en la Plazoleta Central de la Ciudad Universitaria (Bloque 15) y cuenta con una área de 6.400 m². Fue creado en 1942 para apoyar los programas académicos de la Universidad. El área de antropología exhibe una colección de 18.000 piezas de cerámica, piedra, concha, metal y textiles precolombinos, la segunda más rica del país, y una completa colección etnográfica. El área de artes visuales comprende pintura y escultura contemporánea, incluye 1200 piezas de artistas contemporáneos. El área de Historia de la Universidad recoge en mil piezas y documentos los 200 años de existencia de la Universidad; y la sección de ciencias naturales exhibe 5400 piezas, entre animales nativos y exóticos embalsamados, pieles de estudio, minerales y fósiles.

### Biblioteca Central Carlos Gaviria Díaz
Está ubicada en la Plazoleta Central de la Ciudad Universitaria (bloque 8). Es la más antigua y grande de la ciudad de Medellín y la de mayor riqueza en colecciones de libros y revistas, para uso de estudiantes y público en general. Con un área de 12.008 m², tiene el catálogo de 650 mil textos de consulta. Y entre su patrimonio tiene la colección sobre Antioquia más completa de Colombia, desde el siglo XVIII hasta la fecha, y archivos de periódicos nacionales desde mediados del siglo XIX hasta hoy. Tiene un promedio de 5.300 usuarios al día, atendidos por personal especializado, formado en la Escuela de Bibliotecología de la misma universidad. Por Internet se accede a su base de datos y al catálogo de nuevas publicaciones, y ofrece servicio de envío de artículos por correo electrónico.
La Biblioteca Central junto con siete bibliotecas satélites: Odontología, Enfermería, Salud Pública, Medicina, Ciudadela Robledo (Veterinaria, Zootecnia, Nutrición y Dietética y Educación Física), Bibliotecología, Bachillerato y las Bibliotecas universitarias regionales (Urabá, Suroeste, Occidente, Bajo Cauca, Magdalena Medio y Oriente Antioqueño), conforman el sistema de bibliotecas de la universidad.

### Teatro Universitario
Ubicado en la Plazoleta Central de la Ciudad Universitaria (Bloque 23), está integrado a los programas de extensión cultural de la Universidad, por lo tanto la entrada siempre es libre. Con una área de 4.362 m², con capacidad para 1.500 personas y cuenta con una Galería de Arte para exposiciones. Al año se realizan más de 330 actividades a las cuales asisten cerca de 183.806 personas.
Tipo de servicio
- Artes escénicas: teatro, mimos, títeres y danza.
- Actividades musicales de diferentes géneros.
- Cine en 35 mm, 16 mm. y video.
- Cursos de Inducción y Grados (de 30 graduandos en adelante).
- Eventos académicos: seminarios, congresos, foros, simposios, encuentros y conferencias, en todas las áreas del saber
- Asambleas y reuniones

### Unidad Deportiva
Ubicada al norte de la Ciudad Universitaria, cuenta con un área 32.000 m² aproximadamente, incluye estadio de fútbol; piscina y pozo, canchas de tenis de campo, coliseo cubierto (bloque 27) con diferentes escenarios deportivos, pista atlética, cancha auxiliar de fútbol, canchas de microfútbol, salón de gimnasia, doyán de taekwondo, dojo de karate-do, dojo de judo, salón de pesas, cancha de balonmano y canchas auxiliares de baloncesto.

### Edificio Administrativo
Ubicado en la Plazoleta Central de la Ciudad Universitaria (bloque 16), alberga las oficinas de la Rectoría, la Secretaría General, las Vicerrectorías General, de Docencia, de Investigación, Administrativa y de Extensión, las direcciones de Posgrado, Regionalización, Bienestar Universitario, Relaciones Internacionales, Planeación y el Departamento de Admisiones y Registro, entre otras.